# Gan guo
Il gan guo o ganguo (in cinese 干锅S, traducibile in italiano come pentola secca e in inglese come dry wok) è un metodo di cottura e di presentazione del cibo tipico della cucina cinese.

## Descrizione
La preparazione è originaria della provincia dell'Hunan, situata nella Cina centrale, e ne costituisce una delle ricette simbolo. Si tratta di uno dei piatti più piccanti di tutta la gastronomia cinese, e si basa sull'abbondanza nella provincia di peperoncino fresco di ottima qualità e di altre spezie o piante aromariche come pepe del Sichuan, aglio, scalogno e zenzero.

## Preparazione

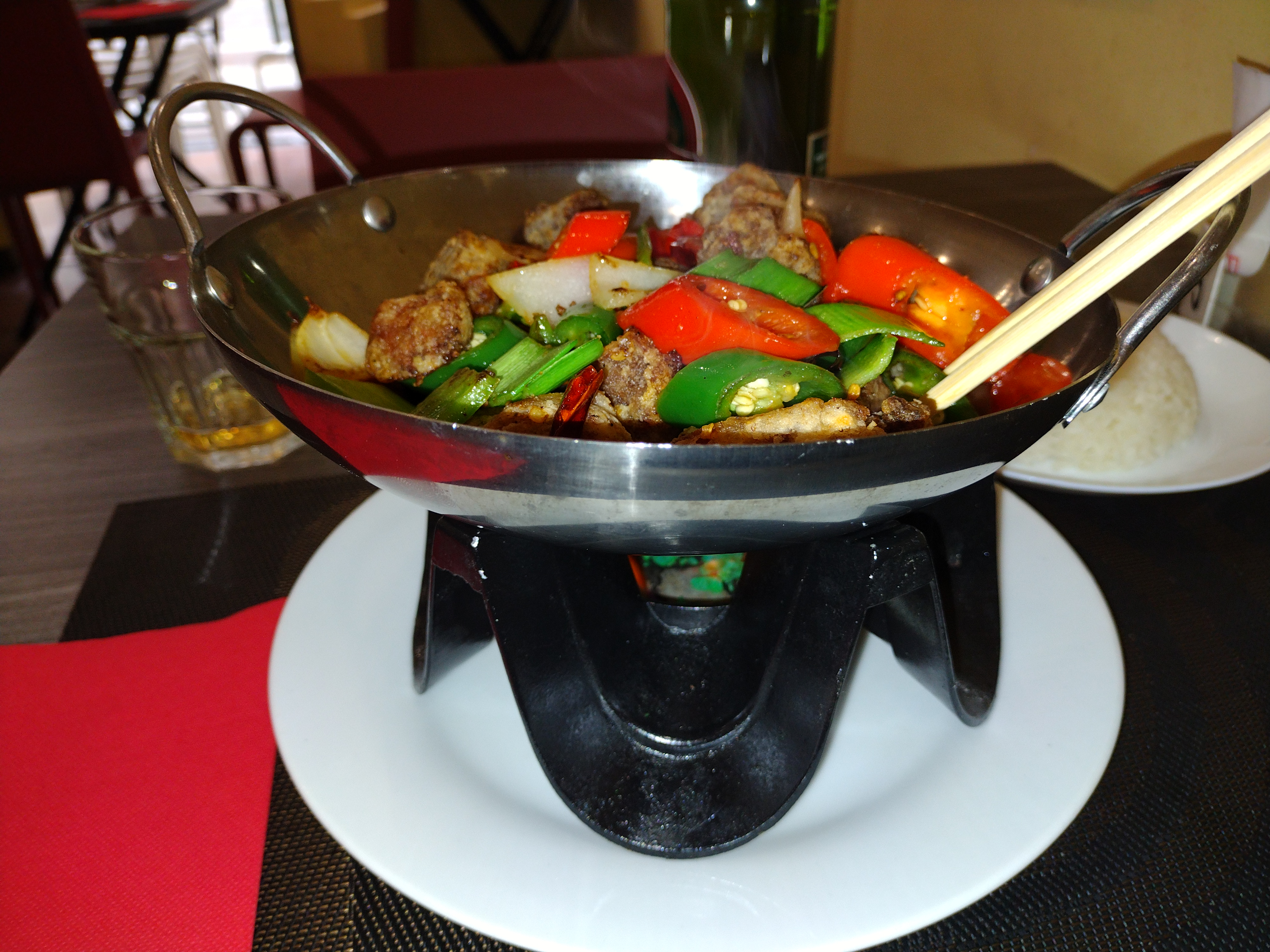
Ganguo di vitello con il fornelletto per il riscaldamento della preparazione

Il cibo cucinato con la tecnica del gan guo viene portato direttamente in tavola in un piccolo wok riscaldato da un fornelletto sottostante, in modo da proseguire la cottura durante il pasto e poterlo quindi consumare ben caldo. Le ricetta prevede in genere un ingrediente proteico, come carne di pollo, vitello, maiale, gamberetti o tofu, accompagnato da una abbondante varietà di verdure. Tra queste possono comparire, in quantità variabile, peperoni, cipollotti, funghi, sedani, taccole, germogli di bambù, radici di loto. Non può infine mancare la parte piccante e speziata della preparazione, che consiste in peperoncini rossi interi o in pasta, pepe del Sichuan, anice stellato, cumino e semi di finocchio.
A differenza dell'hot pot, altra tipica tecnica della cucina cinese, la cottura avviene con poco olio e senza la presenza di brodo.
Viene in genere accompagnato da una ciotola di riso, di solito in bianco, servita a parte.